# Лазаревич, Лаза

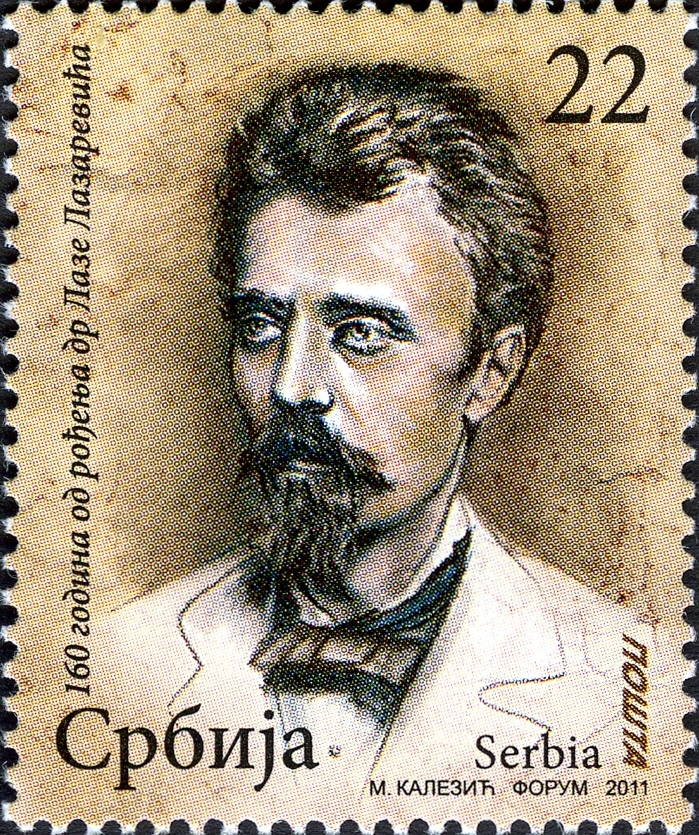
Лаза Лазаревич на почтовой марке Сербии, 2011

Лазар "Ла́за" Лаза́ревич (серб. Laza Lazarević; 1 мая 1851, Шабац — 10 января 1891, Белград) — сербский писатель. По профессии — психиатр.

## Биография
Родился в семье купца Кузмана Лазаревича в городе Шабац. Его дед, в честь которого он получил имя, родом из Герцеговины, откуда переселился в Сербию в XVIII веке. Лаза Лазаревич окончил начальную школу и низшую ступень Высшей школы. В 1865 году он получает высшее образование, затем изучает право в Белграде, а после медицину в Берлине. По окончании образования становится врачом в государственной больнице в Белграде. 
Был военным врачом, участвовал в сербско-турецких войнах (1875—1877), а также в сербско-болгарской войне (1885). Получил звание подполковника. Опубликовал 77 работ, посвященных различным областям медицины за 2 года (1887—1889) в сербских и зарубежных изданиях.
Был личным врачом короля Милана Обреновича. Основал первую психиатрическую лечебницу на Балканах (1861). 
Умер от туберкулеза в 1891 году.

## Творчество
В 1879 году опубликовал первый рассказ в Вене в журнале «Сербская зоря» («Српска зора») под названием «Звон с церкви в Н.» («Звона с цркве у Н.»), после переименованная в «Первый раз с отцом к заутрене» («Први пут с оцем на јутрење»). В 1886 появился первый и единственный сборник его рассказов «Шест приповедака Лазе Лазаревића», обратившие на себя общее внимание свежестью темы, незлобным юмором и прекрасным слогом. Рассказ «Ветер» («Ветар») был опубликован в 1889 в журнале «Отечество» («Отаџбина»). Рассказ  «Он знает все» («Он зна све») появился в непериодическом издании Сербской королевской академии в 1890 году. За него Лазаревич был удостоен премии. «Немка» («Швабица») — последний оконченный рассказ, найденный в черновиках и опубликованный посмертно в 1898 году. Его произведения переведены на больше 20 языков.
Рассказы дали автору репутацию самого талантливого сербского писателя, «сербского Тургенева». Некоторые рассказы («У колодца» («Ha бунару») и «Первый раз с отцом к заутрене» были переведены на русский язык в 1890 году и изданы в «Неделе» и «Мире божьем».  Лаза Лазаревич считается основоположником сербского психологического реализма. В центре внимания внутренний конфликт героев, их реакция, размышления и сопротивление реальным проблемам. В его рассказах встречаются элементы автобиографии, символизма. Всего было создано 9 рассказов, помещенных в 3 цикла: 
- «Из сельской жизни» («Из сеоског живота»: «На бунару», «Школска икона», «У добри час хајдуци!»);

- «Из провинциальной жизни» («Из маловарошког живота»: «Први пут с оцем на jутрење», «Све ће то народ» позлатити», «Он зна све!»);
- «Любовные рассказы» («Љубавне приповиjетке»: «Швабица», «Ветар», «Вертер»)